# Cademario
Cademario je obec ve švýcarském kantonu Ticino, okresu Lugano. Žije zde 775 obyvatel.

## Geografie
Cademario se nachází v horní části oblasti Malcantone na západní straně údolí řeky Vedeggio. Nejvyšší bod se nachází v nadmořské výšce 974 m na Alpe Agra, nejnižší bod ve výšce 374 m nad Bioggiem. Přibližně 16 % rozlohy Cademaria je využíváno pro zemědělství, zatímco téměř 80 % je zalesněno. Podnebí je mírné, téměř středomořské, což je dáno slunečnou a chráněnou polohou.
Sousedními obcemi jsou Alto Malcantone na severu, Bioggio na východě a jihu a Aranno na západě.

## Historie

Letecký pohled (1948)

Oblast kolem Cademaria byla osídlena již v době železné, jak dokládá pohřebiště s kremačními pohřby vykopané v letech 1939–1940 ve Forcoře mezi Cademariem a Arannem. Vesnice byla poprvé zmíněna v roce 1163 jako Cademerio a v roce 1335 jako Cadelmario Superiore, aby se odlišila od Cadelmario Inferiore, dnešního Bosco Luganese, které se oddělilo v roce 1783. K Cademariu patří vesnice Renera a Bogno. V minulosti k obci patřila také vesnice Bioggio v údolí. Kolem roku 1000 vlastnil majetek a práva v Cademariu biskup z Coma, který později alespoň částečně přešel na benediktinské opatství Sant’Abbondio v Comu, jehož opat vlastnil v Cademariu dům. V první polovině 15. století muselo Cademario poskytovat milánskému vévodovi 44 vojáků.

## Obyvatelstvo

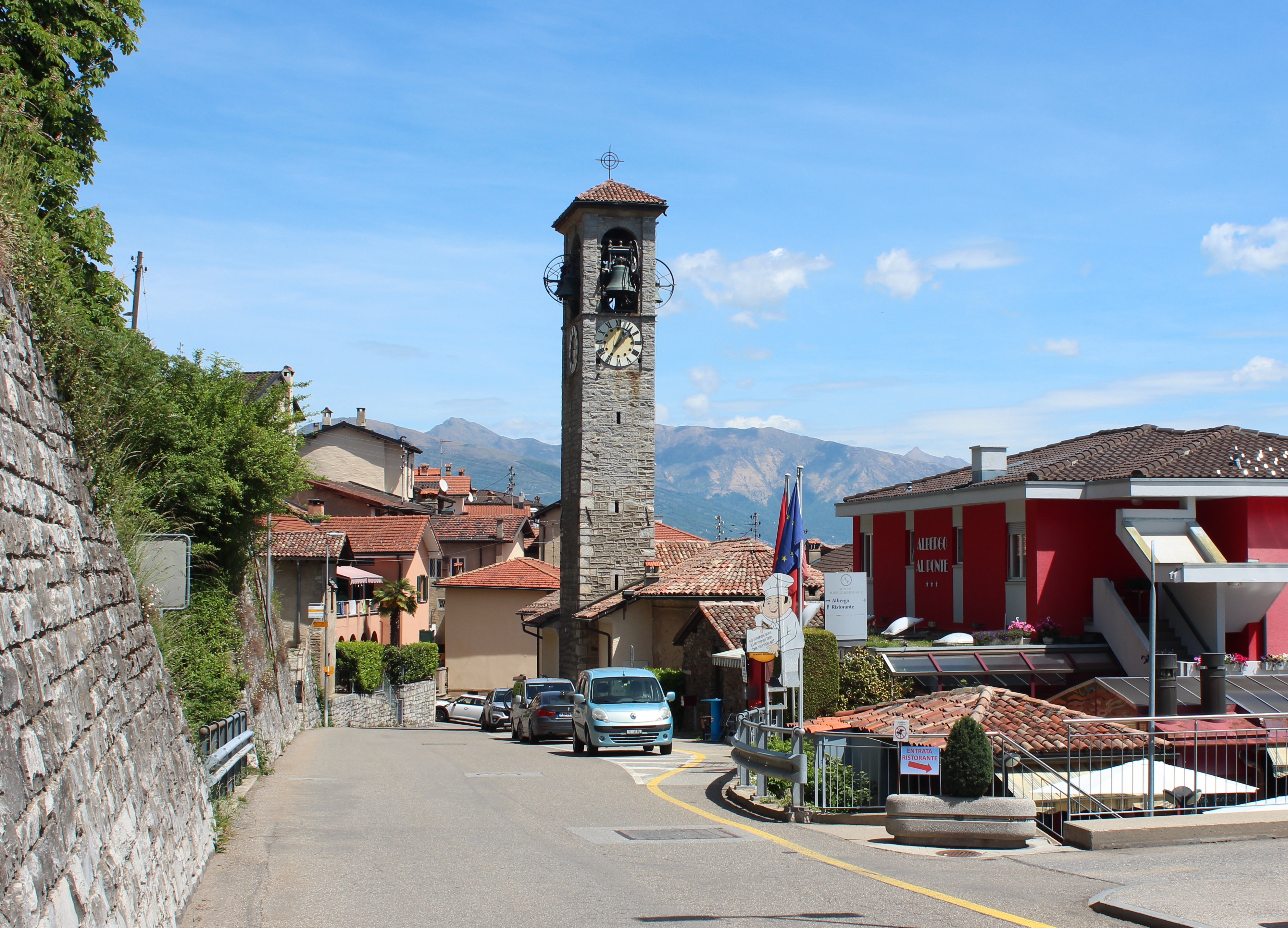
Centrum obce s kostelem

| Vývoj počtu obyvatel | Vývoj počtu obyvatel | Vývoj počtu obyvatel | Vývoj počtu obyvatel | Vývoj počtu obyvatel | Vývoj počtu obyvatel | Vývoj počtu obyvatel | Vývoj počtu obyvatel | Vývoj počtu obyvatel | Vývoj počtu obyvatel | Vývoj počtu obyvatel | Vývoj počtu obyvatel | Vývoj počtu obyvatel | Vývoj počtu obyvatel | Vývoj počtu obyvatel |
| -------------------- | -------------------- | -------------------- | -------------------- | -------------------- | -------------------- | -------------------- | -------------------- | -------------------- | -------------------- | -------------------- | -------------------- | -------------------- | -------------------- | -------------------- |
| Rok                  | 1599                 | 1696                 | 1801                 | 1900                 | 1950                 | 1970                 | 1980                 | 1990                 | 2000                 | 2005                 | 2010                 | 2014                 | 2020                 |                      |
| Počet obyvatel       | 500                  | 370                  | 331                  | 347                  | 422                  | 435                  | 451                  | 474                  | 610                  | 674                  | 718                  | 745                  | 761                  |                      |

## Hospodářství

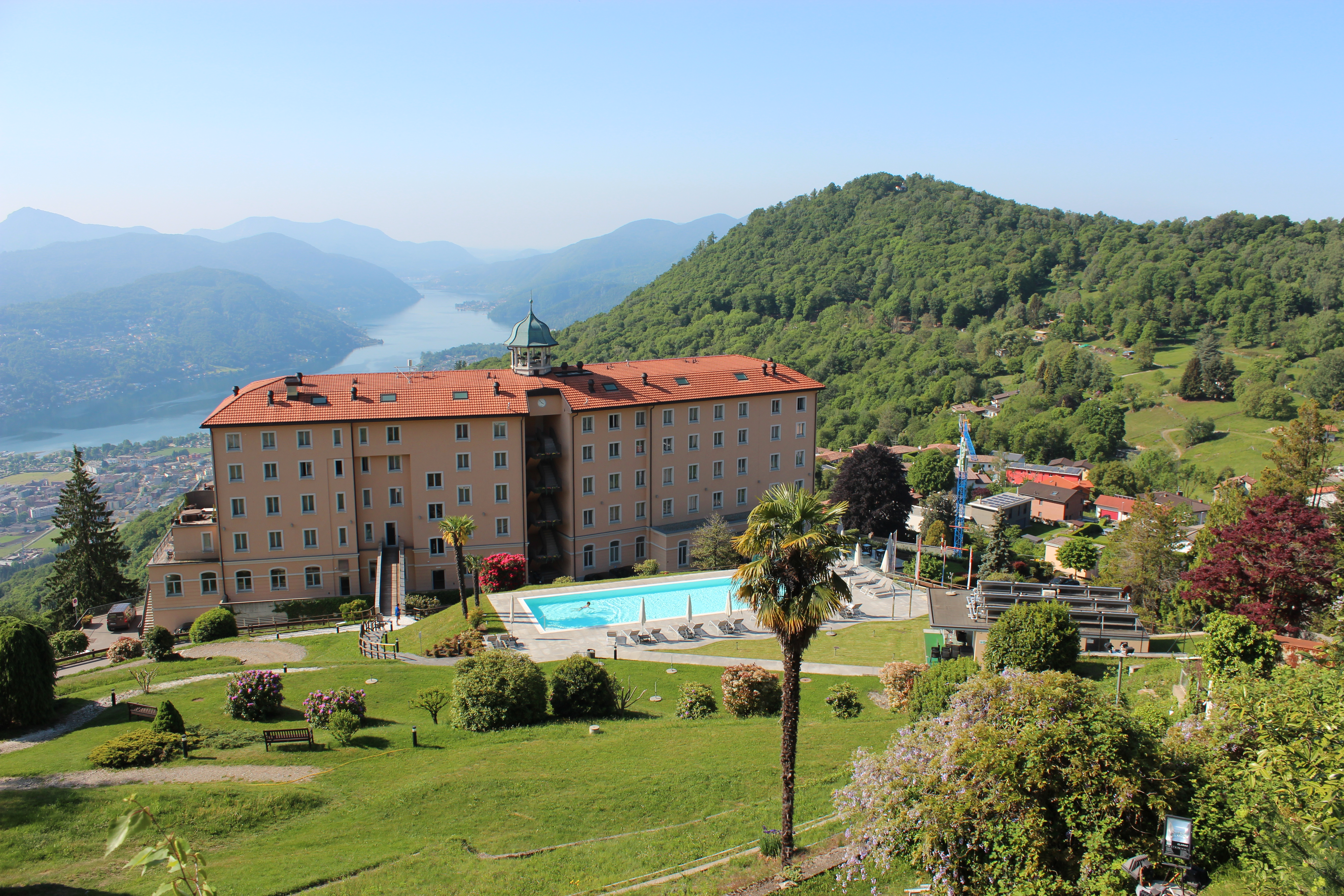
Lázně Cademario

Svahy od vesnice až k Bioggio jsou po staletí osázeny vinnou révou. Ještě v roce 1990 se vinice rozkládaly na ploše 600 hektarů a pěstovalo se na nich 22 000 rostlin vinné révy. V posledních desetiletích musely některé vinice ustoupit četným rekreačním nemovitostem, které se dnes rozprostírají daleko po svahu. Z kdysi obhospodařované alpské oblasti Alpe Agra v lese nad vesnicí zbyl jen název, všechny budovy zmizely. Cademario bylo díky své jedinečné panoramatické poloze, chráněné před severním větrem, mírnému klimatu a celodennímu slunečnímu svitu jednou z prvních vesnic v Luganu, které byly již v 10. letech 20. století objeveny pro cestovní ruch.
V roce 1914 postavil naturopat Adolf Keller podle plánů architektů Arnolda Zieglera a Achille Galliho v nadmořské výšce 850 m n. m. uprostřed parku o rozloze 10 000 m² vysoko nad obcí lázeňský dům Kurhaus Cademario, tehdy nejvýše položené lázeňské centrum v kantonu. Keller se opíral o metody naturopata Arnolda Rikliho (1823–1906). Bylo zde zakázáno maso a alkohol, ale zato se zde dodržovala vegetariánská strava, podávaly se bylinkové čaje a opalovaly se na slunci, provozovala se přísně genderově segregovaná gymnastika na čerstvém vzduchu a procházky naboso ve všech ročních i denních obdobích a také koupele v nevyhřívaném bazénu pod širým nebem, prvním v kantonu.
Součástí lázeňského areálu byl Kellerem založený park s nejvýznamnější sbírkou kaktusů v kantonu Ticino. V roce 1917 byl Kurhaus sloučen s Kurhausem Monte Bré a vznikl Kuranstalten A. G.. Keller byl lékařským ředitelem, Max Pfenning obchodním ředitelem. V letech 1924/25 byl Kurhaus rozšířen o západní křídlo. Keller vedl Kurhaus až do své smrti v roce 1969 a budova byla spravována rodinou Kellerů po další dvě generace. V 80. a 90. letech 20. století bylo vybudováno moderní wellness centrum přístupné veřejnosti. V roce 2006 přešel do vlastnictví hotelové skupiny Tessal SA. Během čtyř let byl nákladem více než 30 milionů franků přestavěn na luxusní wellness hotel. Omítka budovy je stále památkově chráněna. Spodní část terasovitých zahrad s květinami a bylinkami nad Kellerovým Kurhausem musela ustoupit trávníkům. Přístup na vyhlídkovou terasu v horní části je zarostlý křovinami, skleníky s Kellerovou sbírkou kaktusů již nejsou udržovány a chátrají.

## Doprava
Jediným spojením vesnice s okolním světem je regionální silnice, vedoucí z Bioggia do Aranna přes Cademario. Napojení na síť veřejné dopravy zajišťují autobusy Postauto. Nejbližší železniční stanice je Bioggio na železniční trati Lugano – Ponte Tresa.